# Resolución 499 del Consejo de Seguridad de las Naciones Unidas
La resolución 499 del Consejo de Seguridad de las Naciones Unidas, adoptada por unanimidad el 21 de diciembre de 1981, observó con lamento la muerte del Juez Abdullah El-Erain. El Consejo decidió entonces que en concordancia al Estatuto de la Corte la vacante resultante de la Corte Internacional de Justicia iba a ser resuelta por una elección por la Asamblea General que tendría lugar durante la trigésimo sexta reunión de este órgano.